# Politique à Taïwan
 (juillet 2024).
La politique de la république de Chine (Taïwan) repose sur un système multipartite.
Le rapport de l'ONG américaine Freedom House qui évalue l'état des libertés civils et des droits politiques lui attribue la note de 94⁄100.

## Principaux partis politiques actuels

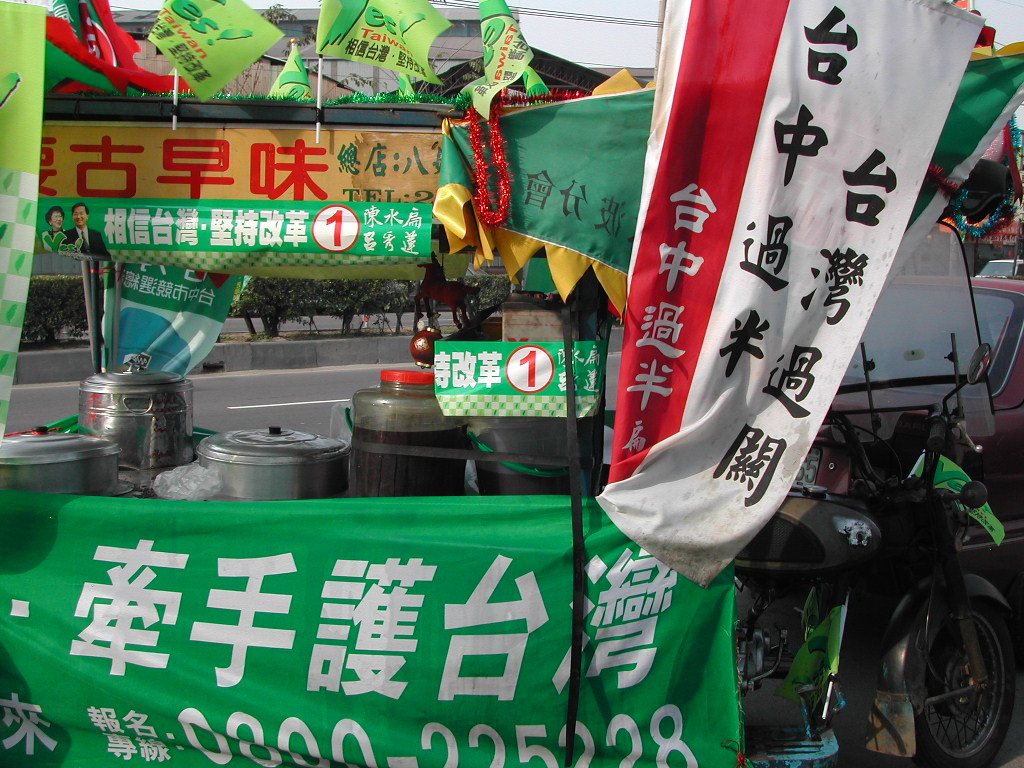
Propagande électorale sur le stand d'un vendeur ambulant, en 2004.

### Coalition pan-verte
- le Parti démocrate progressiste, ou Minjindang (vert) (DPP) (en anglais Democratic Progressive Party). Parti indépendantiste soutenant l'indépendance de Taïwan. Il est actuellement au pouvoir depuis mai 2016 avec Tsai Ing-wen comme présidente (2016-2024), puis avec Lai Ching-te, élu en janvier 2024.
- le Parti social-démocrate (SDP) (vert foncé), (en anglais Social Democratic Party). Parti indépendantiste soutenant l'indépendance de Taïwan. Il se revendique en règle générale du modèle ouest et nord-européen de la social-démocratie.
- le Parti du nouveau pouvoir (NPP) (vert foncé), (en anglais New Power Party). Nouvelle formation politique.
- l'Union pour la solidarité de Taïwan (TSU) (vert foncé), (en anglais Taiwan Solidarity Union). Ce petit parti prône l'indépendance de l'île.
- Le Parti vert de Taïwan, membre de la Fédération des Verts d'Asie et du Pacifique

### Coalition pan-bleue
- le Kuomintang (bleu) (KMT) (en pinyin Guomindang). Anti-communiste, nationaliste, fondé en 1911 en Chine par Sun Yat-sen et importé à Taïwan par Tchang Kaï-chek (en pinyin Jiang Jieshi) lors de sa fuite de Chine continentale en 1949. Le Kuomintang, longtemps resté au pouvoir (il a régné sans partage de 1950 à 1991) est encore très puissant.
- le Qinmindang (orange), le Parti « du peuple d'abord » (PFP) (en anglais People First Party). Issu d'une scission du Kuomintang en 2000, ce petit parti s'est allié avec ce dernier pour former la coalition pan-bleue.

### Autres partis
- le Parti populaire taïwanais(TPP) (Bleu-vert), (en anglais Taiwan People's Party). Nouvelle formation politique.
- l'Alliance du parti du congrès, fondé le 25 janvier 2017.

## Système électoral

### Mode de scrutin présidentiel
Depuis 1996, le pouvoir exécutif de l'île représenté par sa présidence et sa vice-présidence n'est plus élu par l'Assemblée législative.
Le président de la république de Chine est élu au scrutin uninominal majoritaire à un tour pour un mandat de quatre ans renouvelable une seule fois, de manière consécutive ou non. Les candidats à la présidence se présentent chacun en binômes avec un colistier, lui même candidat à la vice-présidence mais au suffrage universel direct, à bulletin secret.
Il faut être âgé d'au moins 40 ans, et avoir résidé à Taïwan depuis au moins quinze ans, sans interruption de plus de six mois consécutifs,.

### Mode de scrutin législatif
Les élections législatives visent à élire les 113 membres du Yuan législatif, le parlement monocaméral de la république de Chine par un scrutin à un tour. Le scrutin se décompose en 3 parties :
- 73 sièges sont pourvus par un vote scrutin uninominal majoritaire à un tour ;
- 34 sièges sont pourvus par un vote scrutin de liste ;
- 6 sièges sont pourvus par les citoyens aborigènes[4].

Le système électoral taïwanais est un système dit hybride. Aux élections législatives, chaque électeur dispose de deux voix : une pour un parti et l’autre pour un candidat local. Les partis récoltant moins de 5% des voix n'obtiennent aucun siège. De plus, ⅓ des sièges sont réservés à des femmes.

## Historique des scrutins passés

### Élections présidentielles
Jusque dans les années 1980, l'île vit sous la loi martial décrétée en 1949. Il faut attendre 1996 pour voir apparaître les premières élections.
L'élection de 2004, se déroule dans un climat politique très agité. En effet, la veille du scrutin du 20 mai 2004, le président et la vice-présidente sont victimes d'un attentat dans le sud du pays, l'opposition accusant le président sortant d'avoir organisé lui-même l'attentat. Après un recomptage des voix, le président sortant Chen est réélu.

### Élections régionales de décembre 2005
Le Kuomintang sort large vainqueur des élections régionales du 3 décembre 2005, face au Parti démocrate progressiste (DPP), au pouvoir depuis 2000 et conduit par le président Chen Shui-bian. La baisse de popularité de ce dernier est principalement liée à des affaires de détournement d'argent. Cette tendance se confirme aux élections nationales de 2008, le Kuomintang reprend le pouvoir, retrouvant la position qu'il avait occupée pendant un demi-siècle, entre la fuite de Chine continentale et l'année 2000.
L'une des conséquences de cette élection est la possibilité d'une détente des relations avec la Chine populaire. En effet, le commerce entre les deux pays représente près de 70 milliards de dollars, et la Chine est désormais le 3e client des exportations de Taïwan. Cela pousse les gouvernements des deux pays à aplanir leurs différends politiques.

## Mouvements sociaux
L'histoire des mouvements sociaux de Taïwan est liée à l'ouverture démocratique de l'île. Ces mouvements sont étroitement liés au contexte politique de l'île. Le premier d'entre eux est le mouvement Tangwai (en).

### Insurrection de 1997
Ce mouvement social réclamait l'indépendance de l'île, des transformations sociales, une ouverture culturelle et une plus grande participation politique.

### Manifestation 326
La marche du 26 mars 2005, dite manifestation 326, est une manifestation en faveur de la démocratie et de la paix qui dénonce les ingérences chinoises sur l'autodétermination de l'île. Soutenue par le Parti démocrate progressiste (DPP) de Taïwan, les manifestants dénoncent notamment la loi anti-sécession adoptée par l’Assemblée nationale populaire chinoise le 14 mars 2005, qui codifie les étapes légales à une action militaire pour envahir l'île. Cette manifestation marque une étape importante dans la volonté d'autodétermination des taïwanais et renforce également le mouvement indépendantiste de l'île.

### Mouvement des fraises sauvages de 2008
Le mouvement des fraises sauvages est un mouvement social opposé aux abus des forces de l’ordre à l’occasion de la visite de Chen Yunlin (en), le président chinois de l’Association pour les relations inter-détroit, en novembre 2008.

### Mouvement Tournesol des Étudiants de 2014
Le Mouvement Tournesol des Étudiants (太陽花學運) est un mouvement social initié par les étudiants taïwanais qui occuperont le Yuan législatif du 19 mars au 10 avril,. Il est associé au mouvement Occupy.
Ils ont dénoncé l'ingérence chinoise, le « non-respect régulier des procédures démocratiques » de la part du Kuomintang sur l'accord de libre-échange sino-taïwanais. Ils ont également réclamé des avancées en matière de droits sociaux et de transparence de la vie publique. À la suite de ce mouvement, de nouveaux partis politiques apparaissent et se présentent aux élections de 2016,.

### MouvementBluebirdde 2024
Le mouvement Bluebird (en) (青鳥, qingniao) est un mouvement de défense démocratique survenu en 2024 sur l'île. Il trouve ses origines le 28 mai 2024 avant l'adoption par l'alliance législative majoritaire du KMT et du Parti populaire taïwanais d'un projet de réforme législative qui remet en question l'équilibre des pouvoirs en restreignant les pouvoirs du nouveau président, Lai Ching-te (DPP). Le projet de loi étant à l'initiative non pas du KMT mais du PPT, on dénonce également des irrégularités de procédure, une accélération des débats, des discussions entre le KMT et le PCC complètent les motifs de contestation.
Depuis, le mouvement s'étend à des projets de loi portés par la majorité parlementaire (entre autres, relance du nucléaire, contrôle des médias par le législatif, privatisation du rail).
En 2025, le mouvement se transforme en un mouvement pour obtenir un vote de révocation de nombreux élus du KMT, les accusant entre autres de menacer la sécurité nationale. Ce mouvement de révocation est soutenu par le PDP. Le 26 juillet, 24 députés du KMT sont ainsi soumis à un vote populaire de révocation dans ce qui est appelé « le Grand rappel (en) ». Aucun des députés n'est révoqué ce qui constitue un revers pour le PDP,.

## Politique extérieure

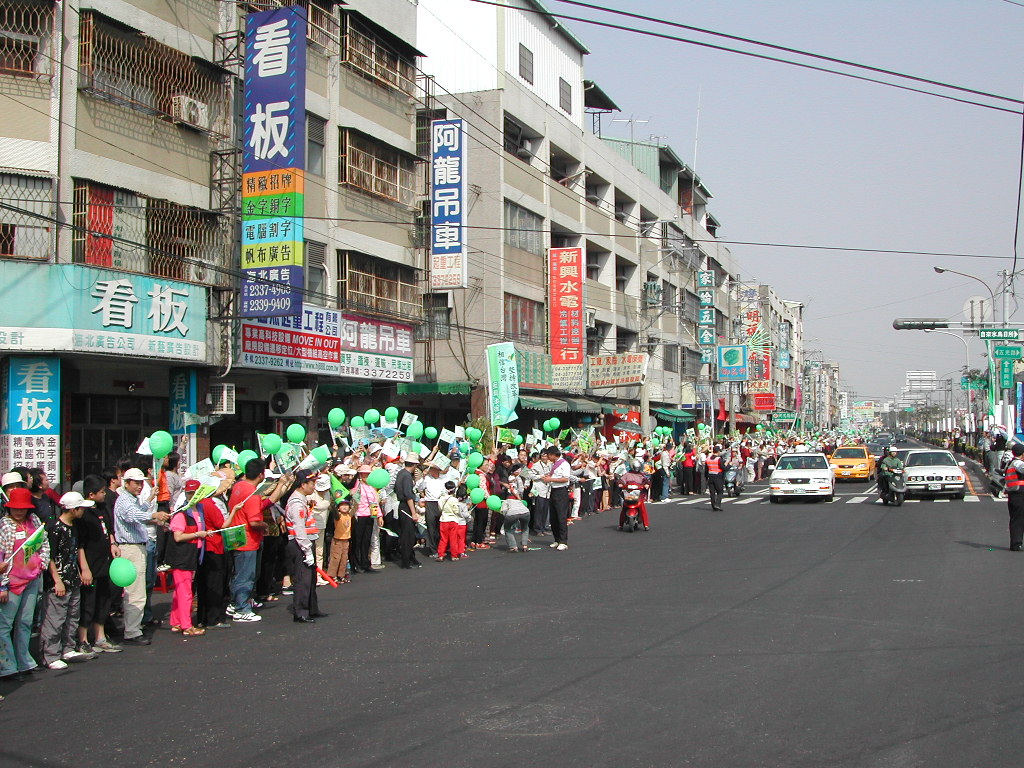
Chaîne humaine de février 2004 contre les missiles chinois.

### Taïwan et la Chine
Des conflits politiques opposent le gouvernement de la Chine populaire à celui de Taïwan : le gouvernement de Taïwan est l'héritier du gouvernement pré-communiste de la Chine. La Chine populaire considère que Taïwan fait partie de son territoire, et fait pression sur les autres pays pour qu'ils ne reconnaissent pas officiellement Taïwan comme une nation indépendante. Étant donné le poids beaucoup plus important de la Chine, peu de pays reconnaissent officiellement Taïwan. Les Palaos et les îles Marshall sont parmi les seules nations à reconnaître les deux.
Taïwan occupait de 1945 à 1971 le siège permanent de la Chine au Conseil de sécurité de l'Organisation des Nations unies (ONU). Le 25 octobre 1971, l'Assemblée générale des Nations unies adopte la résolution 2758 reconnaissant la république populaire de Chine comme seule représentante légitime et donnant le siège permanent du Conseil de sécurité à cette dernière.
Début 2014, des étudiants ont occupé le Parlement afin de protester contre un projet d'accord commercial entre Taïwan et la république populaire de Chine. D'importantes manifestations ont également eu lieu, les habitants craignant de plus en plus un trop fort rapprochement avec Pékin qui rendrait l'île entièrement dépendante de la Chine continentale.
L'indépendance formelle de Taïwan vis-à-vis de la Chine est une question sensible qui rythme les débats politiques au sein de la société. Un sondage de Mai 2016 conduit par le "Taiwan Indicators Survey Research" indique que 52,6 % des habitants seraient favorables à l'indépendance formelle. Cette proportion s'élève même à 72 % chez les 20-29 ans selon ce même sondage. Cette question n'est toutefois jamais vraiment abordée de manière frontale par les autorités en raison des pressions de Pékin qui cherche à empêcher toute marche vers l'indépendance de l'île, au prix d'un conflit armé si nécessaire. Les différents gouvernements successifs ont tenté de conjuguer la menace venant de la Chine continentale et le sentiment de la population dans le but de sauvegarder les intérêts de l'île et son système démocratique.

#### Accords bilatéraux avec l'ancien gouvernement de Taïwan
En mai 2005, un accord commun informel (non cautionné par le gouvernement de Taïwan) est signé entre le PCC (Parti communiste chinois) et deux partis d'opposition à Taïwan, le Kuomintang et le Qinmindang. Ce texte soulignait la volonté des deux partis pour une ouverture plus large du commerce entre Taïwan et la république Populaire de Chine, la signature d'un accord de paix, le retrait des frais de douane, les libres échanges de biens et de personnes entre les deux parties du détroit, la création de liens entre les armées et l'entrée de Taïwan dans certaines organisations internationales, telles que l'OMS. Il se fondait aussi sur le retour au « consensus de 1992 », qui veut que les deux bords du détroit de Taïwan adhèrent au principe d'« une seule Chine ». Cet accord prévoit également une ligne directe Chine continentale Taïwan pour janvier 2006.
Bien que Chen Shui-bian, ait été élu démocratiquement et ait ainsi battu le parti historique du Kuomintang, dans ces accords, le Kuomintang et le Qinmindang s'engagent à surveiller les agissements du président taïwanais « pour le bien du peuple ».
Néanmoins, le Kuomintang, parti d'opposition, n'étant pas missionné par le gouvernement taïwanais, l'ensemble de cette déclaration n'avait qu'une valeur symbolique. Les propositions effectuées sont alors subordonnées soit à l'accord du président Chen Shui-bian, qui a très rapidement après le communiqué commun fait savoir qu'il ne reconnaissait pas le "Consensus de 1992", soit au retour au pouvoir du Kuomintang.

#### Premiers effets des accords
Lors de la séparation politique des deux territoires, les passeports de la république de Chine n'était pas reconnus par la république populaire de Chine.
Fin mai 2005, la télévision nationale chinoise CCTV-4 présentait déjà des images de vagues de Taïwanais retournant voir leurs familles, ou bien retournant en pèlerinage aux monts Wudang, dans la province du Hubei. Ces montagnes taoïstes à l'origine des arts martiaux internes taoïstes comme le Taiji quan (parfois écrit tai-chi-chuan en Occident), dont bon nombre d'occupants avaient fui la terreur de la révolution culturelle et avaient trouvé refuge à Taïwan.
Début 2006, des liaisons aériennes directes de plus en plus fréquentes sont mises en place, reliant Taipei à Shanghai, Pékin et Xiamen la destination la plus proche, de l'autre côté du détroit, dans la province du Fujian, montrant une volonté d'apaisement des relations entre les deux autorités politiques. Des liaisons régulières ont été inaugurées le 16 décembre 2008.

#### Impact de la loi antisécession de la république populaire de Chine promulguée en 2005
En réplique au Taiwan Relations Act (TRA) voté par le Congrès des États-Unis en 1979, l'Assemblée nationale populaire de la république populaire de Chine a voté, en 2005, une loi autorisant en ultime recours, l'usage de « moyens non pacifiques » dans le cas où Taïwan se séparerait officiellement de la république populaire de Chine.

#### 2017
En décembre 2016, alors que Donald Trump vient d'être élu président des États-Unis, la présidente taïwanaise Tsai Ing-wen lui téléphone. Rompant avec plusieurs décennies de diplomatie américaine, suscitant l'ire de la Chine communiste (qui considère l'île de Taïwan comme partie de son territoire) et l'espoir des militants indépendantistes taïwanais, le nouveau chef de l'État accepte la conversation téléphonique. Cet appel conduit à des mesures de rétorsion de la part de Pékin contre Taipei.

### Reprise des échanges de marchandises aéroportées
Le 20 juillet 2006, un avion cargo décolle de Taipei, pour la première fois depuis 1949, pour atterrir directement à Shanghai.

### Reprise du pouvoir par le Kuomintang en 2008
Le Kuomintang reprend le pouvoir en 2008 par 2 élections : il gagne d'abord les élections législatives en janvier 2008 en obtenant 85 des 113 sièges du Parlement. Le samedi 22 mars 2008, Ma Ying-jeou du Kuomintang remporte les présidentielles avec 17 % d'avance sur son rival Frank Hsieh (candidat indépendantiste). Le Kuomintang avait annoncé vouloir renforcer davantage les relations avec le continent.
Les élections intervenant peu après les soulèvements de Lhassa, il demande au gouvernement continental d'éclaircir la situation sur le Tibet et de traiter avec respect les rebelles ayant été faits prisonniers. Dans le cas contraire il boycotterait les jeux olympiques de Pékin.
Le Kuomintang est réélu le 14 janvier 2012, à la présidence avec Ma Ying-jeou et à la majorité du Parlement avec 64 des 113 sièges. La poursuite du rapprochement avec la Chine continentale est un point essentiel du programme.

### Taïwan et le Japon
Taïwan représente l'un des pays les plus favorables au Japon, principalement étant donné que ce dernier contrôlait le territoire taïwanais pendant 50 ans. En effet, si cette période s'apparente à une période d'occupation, elle a néanmoins permis de développer l'île dans les domaines des infrastructures, de l'éducation et sur un point économique.
En septembre 1972, le Japon cesse ses relations diplomatiques avec la république de Chine, au profit de la république populaire de Chine. Les deux pays gardent tout de même des liens non-gouvernementaux importants, entre autres par l'intermédiaire de l'Interchange Association, l'ambassade officieuse du Japon à Taïwan, et de l'Association of East Asian Relations, l'ambassade officieuse de Taïwan au Japon.
Les deux parties restent divisées sur la question de souveraineté sur les îles Senkaku.

### Taïwan, le Tibet et la Mongolie
En 2003, le gouvernement taïwanais a procédé au démantèlement de la commission ministérielle des Affaires mongoles et tibétaines, dont les fonctions ont été transférées à la Fondation des échanges Taïwan-Tibet nouvellement créée, qui sert de canal de communication semi-officiel entre Taipei et le gouvernement tibétain en exil à Dharamsala, en Inde.
Avec cette modification, le gouvernement taïwanais semble mettre un terme à ses revendications sur le Tibet et la Mongolie, attestées par la présence de la commission des Affaires mongoles et tibétaines au sein du Cabinet.
Taipei et Oulan-Bator ont signé en 2002 un protocole d’accord pour l’échange de bureaux de représentation. Quant aux affaires tibétaines, les deux visites à Taipei du dalaï-lama, en 1997 et en 2001, ont été traitées comme des affaires internationales ne relevant pas de la commission ministérielle.
Le retour du Kuomintang au pouvoir en 2008 inverse le processus et reconnait de nouveau le Tibet et la Mongolie-Extérieure comme partie intégrante de la Chine.

### Taïwan et l'Afrique
Le premier sommet Taïwan-Afrique a lieu en septembre 2007. Y participent l'Eswatini, le Burkina Faso, Sao Tomé-et-Principe, la Gambie et le Malawi.
Toutefois, dès 15 janvier 2008, le Malawi rompt ses liens diplomatiques avec Taïwan au profit de la Chine populaire. Le Malawi entretenait depuis 41 ans des relations avec Taïwan, qui lui fournissait en moyenne une aide de 400 millions de dollars par an, essentiellement pour soutenir les secteurs de la Santé et de l'Agriculture.
De plus, le 14 novembre 2013, la Gambie choisit de rompre aussi ses relations avec Taïwan après 18 ans de relations diplomatiques entre les deux pays.
Enfin, en décembre 2016, Sao Tomé-et-Principe rompt ses relations avec la république de Chine, au profit de la république populaire de Chine. Ces relations avec le gouvernement taïwanais étaient alors établies depuis 1997.
Des pays non-alliés diplomatiques, comme le Bénin, le Cameroun, la république démocratique du Congo, le Ghana, la Guinée, l'île Maurice, le Niger, l'Ouganda et le Tchad, étaient également présents au premier sommet Taïwan-Afrique.